# Сергије и Вакх
Сергије и Вакх (такође Саркис и Бахус, лат. Sergius et Bacchus) били су римски хришћански војници из 4. века који су били поштовани као мученици и свети ратници од стране Православне цркве, Католичке цркве и древноисточних цркава.
Према њиховој хагиографији, Сергије и Вакх су били официри у војсци цара Галерија и били су на високим положајима због своје службе цару све док нису открили да су у тајности били хришћани. Тада су тешко кажњени, док је Вакх преминуо за време мучења, а Сергије је на крају погубљен одсецањем главе.
Сергије и Вакх су били веома популарни током читаве антике, а цркве су у њиховој части биле изграђене у неколико градова, укључујући Константинопољ и Рим. Блиско пријатељство између њих је снажно наглашено у њиховим хагиографијама и предањима, чинећи их једним од најпознатијих примера међу паровима светаца.

## Предање
О светитељима нам приповеда грчки текст познат као Сратадање Сергија и Вакха(у оригилану Страсти Сергија и Вакха). Прича је према наводима смештена у период током владавине римског императора Галерија (305–311), иако садржи бројне контрадикције и анахронизме који отежавају датирање. Сама дела се могу датирати најкасније за средину 5. века.
Према тексту, Сергије и Вакх су били римски грађани и високи официри римске војске, али је њихово прикривено хришћанство откривено када су покушали да избегну да прате римског званичника у пагански храм са остатком његових телохранитеља. Пошто су били упорни у одбијању да принесу жртве Јупитеру у пратњи Галерија, они су били јавно понижени везивањем, одевени у женску одећу и са њима је парадирано по граду. Галерије их је послао у Барбалисос у Месопотамији да би им судио Антиохије, војни командант и стари пријатељ Сергија. Међутим, Антиохије их није могао убедити да се одрекну своје вере, док је Вакх претучен до смрти. Следећег дана Сергију се указао Вакхов дух и охрабрио га да остане јак да би могли бити заједно заувек. Током наредних дана, Сергије је био окрутно мучен и коначно је погубљен у Ресафи, где су његову смрт обележила чудесна дешавања.

## Популарност и поштовање
Поштовање ова два свеца датира из 5. века. Храм посвећен Св. Сергију је саграђен у Ресафи (преименован у Сергиополис око 425), али не постоје одређени докази о његовом или Вакховом култу много старијем од тога. Њихов култ се брзо развијао почетком 5. века, у складу са растом култа мученика, нарочито војних мученика, током тог периода. Светилиште у Ресафи је изграђено од земљаних цигли, очигледно по налогу епископа Александра из Хиераполиса. Дело Страдање је датирано за средину 5. века на основу тога што описује изградњу таквог светилишта као да је то релативно недавни догађај. Првобитно светилиште замењено је чврстом каменом структуром 518. године; ово ново седиште хришћанства су помагале важне политичке личности, укључујући римског императора Јустинијана I, краљ Хозроја II из Сасанидске Персије и Ел Мундира, владара Гасанида. 
Традиционално, дан Св. Сергија и Вакха се обележава празником који се на западу прославља 7. октобра. У Тридентинском календару ова два свеца су поделила дан са папом Марком и мученицима Марцелијем и Апулеијем. Године 1716. овај дан постао је празник Госпе од Росарије, а обележавање Сергија, Вакха и других светаца померено је за 8. октобар. Њихово обележавање је обновљено 7. октобра 1969.У православним црквама које поштују јулијански календар ови светитељи се обележавају 20. октобра.
У Византијском царству, они су били поштовани као заштитници војске. Велика манастирска црква, Мала Аја Софија, посвећена је њима у Цариграду од стране Јустинијан I, вероватно у 527. Према легенди, за време владавине Јустина I, његов нећак Јустинијан је био оптужен за припремање завере против престола и осуђен на смрт, избегавши погубљење након што су се ликови Сергија и Вакха појавили пред Јустином и потврдили Јустининову невиност. Био је ослобођен и враћен на титулу цезара, а из захвалности за своје спасење зарекао се да ће посветити цркву овим свецима када постане цар. Изградња ове Цркве Светих Сергија и Вакха, између 527. и 536. године (само кратко време пре подизања Аје Софије између 532. и 537. године), један је од првих чинова владавине Јустинијана I.
Сергије је био веома популаран светац у Сирији и хришћанској Арабији. Град Ресафа, који је постао епископско седиште, преузео је име Сергиополис и сачувао своје реликвије у утврђеној базилици. Ресафу је побољшао цар Јустинијан и тако је овај град постао је један од највећих центара ходочашћа на истоку. Многе друге цркве су изграђене и посвећене у име Сергија, понекад и са Вакхом. Црква посвећена Св. Сергију и Вакху изграђена је у Риму у 9. веку. Хришћанска уметност представља два светца као војнике у војној одећи са гранама у рукама. Њихов празник је на западу забележен 7. октобра, посвећена им је миса у "Сакраментариуму" папе Гелација. Номади пустиње су сматрали Сергија својим личним заштитником.
У јерменској црквеној традицији Сергије, или Саркис, био је поштован као хришћански генерал у римској војсци. Био је мучен заједно са својим сином Мартиром, јер је сведочио о вери у Христу. Посланици претходи тродневни пост.